# Krzyk (album Izy Lach)
Krzyk – drugi album studyjny polskiej wokalistki Izy Lach. Krążek jest w całości autorskim materiałem Izy, która odpowiada za teksty, kompozycję i produkcję całego albumu.
Płyta została nominowana do Fryderyka 2011 i Fryderyka 2012 w kategorii Album roku Pop.

## Lista utworów
Opracowano na podstawie materiału źródłowego.
1. „Futro” – 4:06
2. „Krzyk” – 3:22
3. „Chociaż raz” – 3:27
4. „Boję się” – 4:08
5. „Iść stąd” – 3:16
6. „G.I.C.” – 2:38
7. „Nic więcej” – 3:20
8. „Tylko Mój” – 3:22
9. „Wydaje mi się” – 3:47
10. „Jeśli upadniesz” – 3:31
11. „Wstań” – 3:40
12. „Czy pamiętasz” – 3:30
13. „Zatrzymaj czas” – 4:06

## Twórcy
Opracowano na podstawie materiału źródłowego.
- Iza Lach – śpiew, słowa, produkcja muzyczna, instrumenty klawiszowe, programowanie, syntezator
- Adam Lewartowski – słowa, produkcja muzyczna, gitara akustyczna, gitara basowa, gitara elektryczna, mandolina, perkusja, programowanie, syntezator
- Andrzej Sieczkowski – bębny
- Cyrille Champagne – miksowanie
- Twerk – mastering